# Kirchenkreis Tempelhof-Schöneberg
Der Kirchenkreis Tempelhof-Schöneberg ist einer von zehn Kirchenkreisen der Evangelischen Kirche Berlin-Brandenburg-schlesische Oberlausitz im Sprengel Berlin.

## Geschichte
Der Kirchenkreis Tempelhof-Schöneberg entstand am 1. Januar 2016 durch die Fusion der Kirchenkreise Berlin-Schöneberg und Tempelhof. Der erstere war 1945 aus dem Kirchenkreis Friedrichswerder II hervorgegangen, der zweite 1957 aus dem Kirchenkreis Neukölln herausgetrennt worden.

## Organisation

### Territoriale Gliederung
Im Kirchenkreis gibt es sieben Regionen.
| Region           | Gemeinden |
| ---------------- | --- |
| Schöneberg-Nord  | Ev. Zwölf-Apostel-Kirchengemeinde, Ev. Lutherkirchengemeinde, Ev. Königin-Luise-und-Silas-Kirchengemeinde    |
| Schöneberg-Mitte | Ev. Kirchengemeinde Zum Heilsbronnen, Ev. Apostel-Paulus-Kirchengemeinde, Ev. Kirchengemeinde Alt-Schöneberg |
| Friedenau        | Ev. Kirchengemeinde Zum Guten Hirten, Ev. Kirchengemeinde Philippus-Nathanael                                |
| Tempelhof        | Ev. Paulus-Kirchengemeinde Tempelhof, Ev. Kirchengemeinde Alt-Tempelhof und Michael                          |
| Mariendorf       | Ev. Kirchengemeinde Mariendorf, Ev. Kirchengemeinde Mariendorf-Ost, Ev. Kirchengemeinde Mariendorf-Süd       |
| Marienfelde      | Ev. Kirchengemeinde Marienfelde                                                                              |
| Lichtenrade      | Ev. Kirchengemeinde Lichtenrade                                                                              |

## Sakralbauten

### Kirchengebäude
- Apostel-Paulus-Kirche (Berlin-Schöneberg)
- Dietrich-Bonhoeffer-Kirche (Berlin-Lichtenrade)
- Glaubenskirche (Berlin-Tempelhof)
- Kirche Zum Guten Hirten (Berlin-Friedenau)
- Kirche zum Heilsbronnen
- Königin-Luise-Gedächtniskirche (Berlin)
- Dorfkirche Lichtenrade
- Dorfkirche Mariendorf (Berlin)
- Gemeindezentrum Mariendorf-Ost
- Dorfkirche Marienfelde
- Martin-Luther-Gedächtniskirche
- Michaelskirche (Berlin)
- Gemeindezentrum Nathan-Söderblom-Haus (Berlin-Mariendorf)
- Nathanael-Kirche (Berlin)
- Paul-Gerhardt-Kirche (Berlin-Schöneberg)
- Philippus-Kirche (Berlin-Friedenau)
- Dorfkirche Schöneberg
- Dorfkirche Tempelhof
- Kirche auf dem Tempelhofer Feld
- Zwölf-Apostel-Kirche (Berlin)

### Friedhöfe
- Friedhof Alt-Mariendorf II
- Alter St. Matthäus Kirchhof
- Alter Kirchhof Schöneberg
- Friedhof Alt-Tempelhof
- Alter Zwölf Apostel Friedhof
- Christus Friedhof
- Dreifaltigkeitsfriedhof III
- Friedhof Heilig Kreuz
- Friedhof Lichtenrade
- Friedhof Marienfelde
- Neuer Zwölf Apostel Friedhof
- Vier-Apostel-Friedhof